# دایلار
دایلار یکی از روستاهای استان آذربایجان شرقی است که در دهستان گویجه بل بخش مرکزی شهرستان اهر واقع شده‌است.این روستا ۴۷۳ نفر جمعیت دارد.